# Robert Clotworthy
Pour les articles homonymes, voir Clotworthy.
Pour le plongeur américain, voir Bob Clotworthy.
Robert Clotworthy, né le 24 octobre 1955 à Los Angeles, est un acteur américain.

## Filmographie

### Cinéma
- 1985 : Doin' Time : Procureur
- 1986 : The Check Is in the Mail... : Moonie
- 1987 : Who's That Girl : Avocat
- 1987 : He's My Girl : Jeffrey
- 1989 : Brothers in Arms : second chasseur
- 1990 : Going Under : Submarine (voix)
- 1991 : Dans la peau d'une blonde (Switch) : Bailiff
- 1991 : Un privé en escarpins (V.I. Warshawski) : Philip Pugh, Attorney
- 1991 : Newman (And You Thought Your Parents Were Weird) de Tony Cookson : Mike Abbott
- 1991 : For the Boys de Mark Rydell : Navy Commander, Japan
- 1992 : Love Field : Announcer
- 1993 : Hold Please : Richard Grail
- 1995 : Phoenix : homme 1
- 1996 : Vampirella (vidéo) : Professor Steinman
- 1998 : Mulan : Voix additionnelles
- 1999 : Aussi profond que l'océan (The Deep End of the Ocean) : Reporter
- 1999 : Le Géant de fer (The Iron Giant) : Voix additionnelles
- 2000 : Kuzco, l'empereur mégalo (The Emperor's New Groove) : Voix additionnelles
- 2001 : Péril du feu (Ablaze) : Dispatcher Harris
- 2001 : Raptor : Docteur
- 2002 : Photo obsession (One Hour Photo) : Eye Surgeon
- 2002 : Vent de panique (Gale Force) (vidéo) : Bill Cassidy
- 2004 : Gang de requins (Shark Tale) : ADR Group
- 2005 : Zig Zag, l'étalon zébré (Racing Stripes) : Voix additionnelles
- 2005 : Tugger: The Jeep Who Wanted to Fly : Fatty
- 2005 : Crash Landing : Jimmy
- 2006 : Inside : Dr. Nance
- 2011 : The Green Hornet : Un politicien
- 2019 : Charlie's Angels : Charles « Charlie» Townsend (voix)

### Télévision
- 1974 : Columbo : Boodle Boy
- 1975 : The Skating Rink : Clete
- 1976 : Les Têtes brûlées : Lt. Wyatt
- 1981 : Meurtre d'une créature de rêve (Death of a Centerfold: The Dorothy Stratten Story) : Floyd
- 1983 : The Kid with the 200 I.Q.
- 1983 : Ghost Dancing : Water Deliveryman
- 1984 : Ainsi soit-il! (Shattered Vows) : Mark
- 1984 : Sweet Revenge : Cashier
- 1984 : Fatal Vision : MP Sergeant
- 1994 : Attack of the 5 Ft. 2 Women : Voix
- 1996 : Le Crime du siècle (Crime of the Century), téléfilm de Mark Rydell : Reporter
- 1997 : Get to the Heart: The Barbara Mandrell Story : Dr. Newton Louvern
- 2005 : Hercule : Narrateur
- 2006 : The Water Is Wide : Narrateur
- 2012 : The Big Bang Theory : Astronaute Dave Roeg
- 2014-en cours : Le Mystère d'Oak Island : Narrateur (version US)
- 2018-en cours : Le mystère de l'or des confédérés : Narrateur (version US)

## Ludographie
- 2017 : Fire Emblem Heroes : Chevalier Noir, Finn
- 2018 : Super Smash Bros. Ultimate : Chevalier Noir
- 2020 : The Last of Us Part II : Seth
- 2022 : Fire Emblem Warriors: Three Hopes : Waldemar von Hevring